# 河尽村零星石刻
河尽村零星石刻，又称一枝春花木场零星石刻:17、花木场零星石刻，位于中国浙江省宁波市海曙区集士港镇双银村宁波一枝春花木场嘉德园艺有限公司，为零星迁集的不同时代的石刻，分布于花木公司内小公园卵石路中轴线二侧及其周围，有民国石狮、明代石虎、明代文臣半身像、民国墓面架石雕、民国墓架面顶石雕、元代墓道石雕、民国双龙宝珠石雕，孙功华、马庭槐君生圹记，民国双龙宝珠图、民国人物图、民国福禄寿三星图、民国墓架狮子，2010年9月公布为鄞州区文物保护单位，2018年12月28日因行政区划调整公布为海曙区文物保护单位。